# Scribd
Scribd（スクリブド）は、デジタルライブラリ、電子書籍、オーディオブック購読サービスであり、百万タイトルが含まれている。Scribdはそのオープン出版プラットフォーム上に6千万の文書をホストしている。
2007年にTrip Adler、Jared Friedman、Tikhon Bernstamによって創業され、カリフォルニア州サンフランシスコに拠点を置くScribdはコースラ・ベンチャーズ、Yコンビネータ、チャールズ・リバー・ベンチャーズ、レッドポイント・ベンチャーズの支援を受けている。Scribdの電子書籍購読サービスはAndroidおよびiOSスマートフォンおよびタブレットの他、Kindle Fire、Nook、パソコンでも利用可能である。購読者はブルームスベリー、ハーレクイン、ハーパーコリンズ、ホートン・ミフリン・ハートコート、ロンリープラネット、マクミラン、ペルセウス・ブック・グループ、サイモン&シュスター、ワイリー、ワークマンを含む1000の出版社から一月に3冊の本にアクセスできる。
Scribdは8千万人の利用者を有し、「本のためのネットフリックス」と呼ばれている。

## 技術
Webページに文書を貼り付ける規格として、PDFに似た文書フォーマットでWeb上にて出力されるiPaperを使用している。Adobe Flashで書かれており、Flashが搭載されていれば異なるOSでもファイルが同じに表示される（また、iPhoneユーザには非Flash用のサポートを提供している。）。全てのiPaper文書はScribdに保管されており、個人またはScribd内コミュニティへの公開が可能である。iPaper文書はウェブサイトやブログにも貼り付け可能であり、フォーマットごとにレイアウトを考慮する必要がない。文書表示の際にはFlashにデフォルトで搭載されているLocal Shared Objectが必要であり、搭載していない場合は白又または灰色の空欄が表示される。

## 対応フォーマット
- Microsoft Excel (.xls, .xlsx)
- Microsoft PowerPoint (.ppt, .pps, .pptx, .ppsx)
- Microsoft Word (.doc, .docx)
- OpenDocument (.odt, .odp, .ods, .odf, .odg)
- OpenOffice.org XML (.sxw, .sxi, .sxc, .sxd)
- プレーンテキスト (.txt)
- Portable Document Format (.pdf)
- PostScript (.ps)
- Rich Text Format (.rtf)
- Tagged Image File Format (.tif, .tiff)